# Burkat
Burkat [pronunciación en polaco: /ˈburkat/] (en alemán: Borchersdorf) es un pueblo ubicado en el distrito administrativo de Gmina Działdowo, dentro del Condado de Działdowo, Voivodato de Varmia y Masuria, en Polonia del norte. Se encuentra aproximadamente a 5 kilómetros al noroeste de Działdowo y a 62 kilómetros al sur de la capital regional Olsztyn.
El pueblo tiene una población de 440 habitantes.